# Blistavec
Blistavec  (znanstveno ime Telestes souffia) je vrsta sladkovodnih rib iz družine pravih krapovcev, ki je razširjena v vodotokih Avstrije, Bolgarije, Češke, Francije, Nemčije, Madžarske, Italije, Romunije, Rusije, Srbije, Črne gore, Slovaške, Švice in Slovenije. V Sloveniji je uvrščen na seznam zavarovanih živalskih vrst.